# Bastoncini di pollo
I bastoncini di pollo sono un piatto tipico statunitense. 

## Storia
Stando a molti, i bastoncini di pollo furono ideati nel 1974 al Puritan Backroom di Manchester, nel New Hampshire. Nonostante ciò, l'invenzione del piatto è rivendicata da altri ristoranti di Savannah e Baton Rouge. Durante la seconda metà degli anni ottanta, i bastoncini di pollo erano considerati una valida alternativa ai nugget in quanto contenevano una maggiore quantità di carne. Grazie alla loro praticità, bastoncini di pollo sono oggi consumati in tutti gli USA. Vengono inoltre cucinati da numerose catene di fast food statunitensi.

## Caratteristiche
I bastoncini di pollo contengono il piccolo pettorale dell'animale, che si trova su entrambi i lati dello sterno, sotto la carne del grande pettorale. I bastoncini possono essere anche preparati utilizzando altri tagli di carne di forma simile come il petto di pollo. Similmente a ciò che avviene per le cotolette o le Schnitzel, i bastoncini si preparano ricoprendo la carne del volatile in una miscela per panatura e poi messi a friggere nell'olio.
Industrie statunitensi come la Tyson preparano gli straccetti di pollo fritti usando carne di pollo ricoperta da un mix di spezie, polifosfati e panatura poi fritti per pochissimo tempo prima di essere congelati e venduti. Alcuni nugget possono avere degli aromi specifici come, ad esempio, quelli che conferiscono loro il sapore di salsa piccante in stile Buffalo, salsa barbecue al miele e Parmesan cheese alle erbe.

## Alimenti simili
I nugget non differiscono molto dai bastoncini e sono un noto contorno in più parti del mondo.
In Cina è diffuso il simile pollo fritto in pastella spesso mangiato con la salsa d'anatra.